# IC 940
IC 940 ist eine linsenförmige Galaxie vom Hubble-Typ S0/a im Sternbild Jungfrau nördlich der Ekliptik. Sie ist schätzungsweise 312 Millionen Lichtjahre von der Milchstraße entfernt und hat einen Durchmesser von etwa 65.000 Lichtjahren.
Im selben Himmelsareal befinden sich u. a. die Galaxien NGC 5300, IC 939 und IC 943.
Das Objekt wurde am 3. Juni 1891 vom französischen Astronomen Stéphane Javelle entdeckt.